# Unam sanctam
Az Unam Sanctam Ecclesiam, (Egy Szent Egyház ) közismert nevén Unam sanctam VIII. Bonifác pápa bullája, amelyet 1302. november 18-án hirdettek ki. A dokumentumban a pápa teológiai és jogi argumentumokra  építve fejtette ki a korlátlan pápai hatalomról szóló elméletét.
Kijelenti, hogy az egyházon kívül nincs üdvözülés és hogy az egyháznak egységesnek kell maradnia. 
A bulla összefoglalja a "két kard" elméletét, amely a világi és a spirituális hatalom kapcsolatát írja le. Ez megerősíti a pápa korábbi nyilatkozatait, miszerint a világi hatalom a pápák fennhatósága alatt áll (jelen esetben a francia király). Az egyház egyetlen testet alkot, amelynek egyetlen feje a pápa, akinek minden tag alá van vetve. Az egyház Istentől két kardot kapott, amelyek a lelki és világi hatalmat szimbolizálják. Ha a világi uralkodó megsértené az egyház érdekeit, a pápa ítélkezik felette, míg a pápa csak Istennek tartozik számadással.

## Szövege
„Hitünk sürgető szava arra késztet bennünket, hogy az egy, szent, katolikus, egyben apostoli egyházban higgyünk, s e hitet tartsuk is meg; és mi szilárdan hiszünk is benne, s csak ezt valljuk; kívüle nincs üdvösség, nincs bűnbocsánat, éppen úgy, ahogyan a jegyes kiált fel az Énekek énekében: „Egyetlen az én galambom, s ő a legtökéletesebb lény. Egyetlen szülöttje ő édesanyjának, egyetlen választottja az ő szülőjének!” – s ezzel azt az egyetlen misztikus testet jelképezi, melynek feje Krisztus, Krisztusé pedig maga az Isten. Ebben az egyházban egy az Úr, egy a hit, egy a keresztség. A vízözön idején egyetlen bárka volt csak: Noé bárkája, s előképe volt e bárka az egyetlen egyháznak, hiszen egyetlen hajóterének egyetlen kormányosa volt s egyetlen vezérlője: Noé, és – mint olvassuk – minden, e bárkán kívüli lény elpusztult. Egyetlenként tiszteljük ezt az egyházat, aminthogy az Úr is azt mondja a próféta szavával: „Ragadd el a kard elől, Uram, az én lelkemet, a kutya mancsaiból mentsd ki az én egyetlenemet!” – Midőn a lelkéért imádkozott, akkor egész önmagáért mondott imát; egyszerre imádkozott fejéért is, testéért is; s ez az egyetlen test az egyetlen egyházat jelenti, amely egyházban egyetlen a jegyes, egyetlen a hit, a szentségek és egyetlen a szeretet. Ez az egyház az Úrnak ama varratlan köntöse, melyet meg nem szaggattak, hanem sorsvetéssel döntötték el, kié legyen. Tehát az egy és egyetlen egyháznak egy a teste, egy a feje, nincs két feje, mint valami szörnyszülöttnek. Krisztus ti. ez a fej és Krisztus helytartója: Péter, és Péter apostol utóda; aminthogy az Úr is egyedül Péternek mondotta: „Legeltesd juhaimat.” Az „enyémek”-et említette és általánosságban értette, s nem külön-külön egyiket vagy másikat; és úgy kell érteni, hogy valamennyit reá bízta. Ha tehát a görög (keleti) hitűek, avagy mások azt mondják, hogy ők nincsenek sem Péterre, sem az ő utódaira bízva, ezzel szükségképpen azt is megvallják, hogy ők nem tartoznak Krisztus juhai közé, hiszen az Úr azt mondja János evangéliumában, hogy egy az akol és egy a pásztor. De az evangélium szavai tanítják nekünk azt is, hogy ezen az egyházon belül s annak birtokában két kard van: a lelki hatalom és a világi hatalom kardja. Mert amikor az apostolok azt mondják: „Íme, a két kard” – ti. az egyházban –, az apostolok e szavaira az Úr nem azt mondja, hogy sok, hanem azt: elég. Minden bizonnyal az, aki tagadja, hogy Péter hatalmában világi kard is van, rosszul értelmezi az Úr ama szavait: „Tedd vissza hüvelyébe kardodat!” Tehát mindkét kard, a lelki is, az anyagi is az egyház hatalmában van. Ámde az utóbbit az egyházért kell forgatni, az előbbit pedig maga az egyház forgatja; azaz: a lelkit a papok forgatják, az anyagit a királyok s a katonák ugyan, de csak akkor, ha a papok azt helyeslik vagy megengedik. Mert egyik kardnak a másik alatt kell lennie, s a világi hatalmat alá kell rendelni a lelki hatalomnak. Mert midőn az Apostol azt mondja: „Nincs hatalom, csakis az Istentől, mert minden hatalmat az Isten rendezett el.” Ámde: nem jól lenne elrendezve, ha az egyik kard nem lenne a másik alá rendelve, s az alantabb állót nem a másik emelné fel a magasba. Mert, mint Szent Dénes mondja: az istenség törvénye az, hogy ami legalul van, azt a középen álló útján emeli fel a legmagasabbhoz. A rend tehát nem az, hogy minden egyszerre és közvetlenül rendeződjék el, hanem az, hogy a legalsók a közbülsők útján, illetve az alsóbbak a felsőbbek által rendeződjenek. És annyival világosabban kell azt vallanunk, hogy a lelki hatalom mind méltóságban, mind nemességben minden földi hatalomnál előbb való, amennyivel a lelki dolgok megelőzik az evilágiakat. És ezt világosan és szembeötlően szemlélhetjük a tizedek szolgáltatásának kötelezettségében, az áldásosztásban, a megszentelés gyakorlásában, magának a hatalomnak eredetében is, a lelki ügyek kormányzásában is. Mert az igazság arról tesz tanúbizonyságot, hogy a lelki hatalomnak van joga arra, hogy a földi hatalom rendjét vigyázza, s ha az nem bizonyulnék jónak, ítélkezzék is felette. Így igazolódik az egyházról s az egyházi hatalomról szóló jeremiási jövendölés: „Íme, én ma a nemzetek és országok fölé helyeztelek téged!” stb. ahogyan következik. Ha tehát a földi hatalom tévútra kerül, ítélkezni a lelki hatalom fog felette; ha az alacsonyabb fokon álló lelki hatalom, akkor saját felettese ítéli majd meg; de ha a legfelső lelki hatalom vétene, felette már csakis az Isten ítélhet, ember ne, mert az Apostol is ilyen bizonyságot tesz. „A lelki ember minden felett ítélkezik, felette azonban senki ne ítélkezzék.” Ez a hatalom ugyanis, bár ember kapta, s ember is gyakorolja, nem emberi, hanem bizonnyal isteni, melyet isteni szózat adott át Péternek, személyesen neki, valamint benne az ő utódainak is, amikor erős kősziklának nevezte őt, illetve, midőn az Úr így szólt magához Péterhez: „Mindaz, amit megkötsz…” stb. – Mindaz tehát, aki az Istentől így rendelt hatalomnak ellenáll, az Isten rendelésének áll ellen, hacsak azt nem képzeli – mint Manicheus, hogy kettős princípium van, ezt azonban hamisnak és eretneknek ítéljük, mert Mózes tanúsítja, hogy Isten az eget és a földet nem a kezdetekben, hanem kezdetben teremtette meg. Végezetül kijelentjük, állítjuk és kihirdetjük: mindenképpen szükséges az üdvözléshez minden emberi teremtmény számára, hogy alárendeltje legyen a római pápának.” 